# Roc de Sant Cugat
El Roc de Sant Cugat és un cim de 1.328,4 metres d'altitud que es troba en el límit dels termes municipals de Tremp (antic terme d'Espluga de Serra, de l'Alta Ribagorça) i Sopeira, de l'Alta Ribagorça d'administració aragonesa.

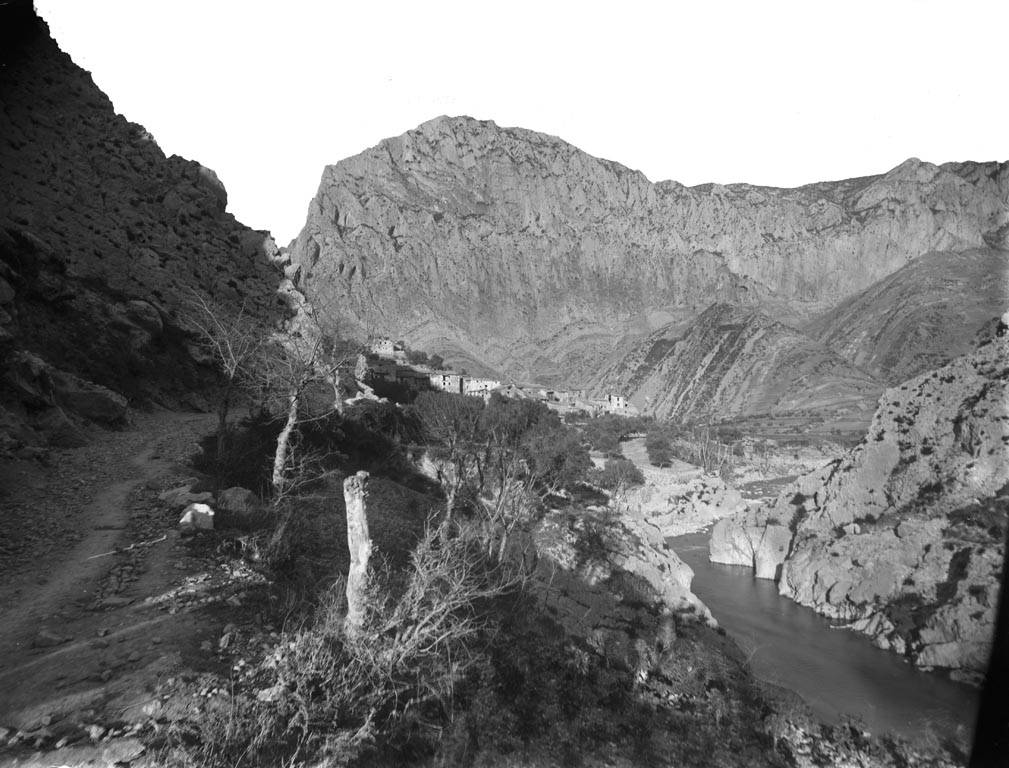
Sopeira i el Roc de Sant Cugat el 29-11-1889

Així doncs, és difícil de definir el lloc on es troba el Roc de Sant Cugat: administrativament, és termenal entre Catalunya i Aragó; queda del tot dins de la comarca de l'Alta Ribagorça, però administrativament pertany al Pallars Jussà, com tot l'antic terme d'Espluga de Serra.
És just al sud de Casterner de les Olles i al nord-est de Sopeira.